# 242 Kriemhild
A 242 Kriemhild a Naprendszer kisbolygóövében található aszteroida. Johann Palisa fedezte fel 1884. szeptember 22-én.